# Buffalo Bills 1981
La stagione 1981 dei Buffalo Bills è stata la 12ª della franchigia nella National Football League, la 22ª complessiva. Con Chuck Knox capo-allenatore per il quarto anno la squadra ebbe un record di 10-6, classificandosi terza nella AFC East Division e centrando l'accesso ai playoff per il secondo anno consecutivo. Nel primo turno i Bills batterono i New York Jets, venendo eliminati nel successivo dai Cincinnati Bengals.

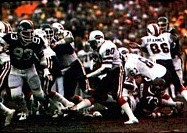
I Bills contro i Jets nei playoff 1981

## Roster
| Roster dei Buffalo Bills nel 1981 |
| --- |
| Quarterback - 12 Joe Ferguson - 17 Matt Robinson Running Back - 47 Curtis Brown FB - 20 Joe Cribbs - 25 Roland Hooks - 48 Roosevelt Leaks FB - 30 Lawrence McCutcheon - 40 Robb Riddick Wide Receiver - 80 Jerry Butler - 85 Byron Franklin - 81 Ron Jessie - 82 Frank Lewis - 89 Lou Piccone Tight End - 87 Steve Alvers - 84 Buster Barnett - 86 Mark Brammer Offensive Linemen - 73 Jon Borchardt T - 70 Joe Devlin T - 69 Conrad Dobler G - 53 Will Grant C - 72 Ken Jones T - 61 Tom Lynch G - 67 Reggie McKenzie G - 51 Jim Ritcher G - 65 Tim Vogler G/C Defensive Linemen - 97 Darrell Irvin DE - 71 Mike Kadish DT - 91 Ken Johnson DE - 76 Fred Smerlas DT - 83 Sherman White DE - 77 Ben Williams DE Linebacker - 55 Jim Haslett - 50 Mike Humiston - 52 Chris Keating - 59 Shane Nelson - 62 Ervin Parker - 58 Isiah Robertson - 57 Lucius Sanford - 41 Phil Villapiano Defensive Back - 28 Rufus Bess CB - 29 Mario Clark CB - 22 Steve Freeman SS - 42 Rod Kush SS - 38 Jeff Nixon FS - 26 Charles Romes CB - 45 Bill Simpson FS - 27 Chris Williams CB Special Team - 7 Greg Cater P - 5 Nick Mike-Mayer K |
| Legenda - I rookie sono in corsivo. - Il primo ruolo è il principale mentre gli eventuali successivi indicano i ruoli secondari. - (IR) sta per Injured Reserve ed indica la lista ristretta per un solo giocatore infortunato che può tornare ad allenarsi dopo la settimana 6 e a rientrare in prima squadra dopo che questa ha giocato 8 partite. - (NF-Inj.) / (NF-Ill.) stanno rispettivamente per Non-Football Injured e Non-Football Illness ed indicano le liste dove viene inserito un giocatore che ha un infortunio o una malattia non dipendente dal football americano. - (PUP) sta per Physically Unable to Perform ed indica la lista dove viene inserito un giocatore mentre è in attesa di recuperare la condizione fisica. Nella stagione regolare dopo la sesta partita giocata dalla propria squadra, il giocatore ha tempo tre settimane per riprendere ad allenarsi, più tre settimane aggiuntive dal suo rientro agli allenamenti per rientrare in prima squadra. |

Fonte:

## Calendario
| Stagione regolare |                    |                         |           |          |
| Turno             | Data               | Avversario              | Risultato | Pubblico |
| 1                 | 6 settembre 1981   | New York Jets           | V 31–0    | 79,754   |
| 2                 | 13 settembre 1981  | at Baltimore Colts      | V 35–3    | 44,950   |
| 3                 | 17 settembre, 1981 | Philadelphia Eagles     | S 20–14   | 78,331   |
| 4                 | 27 settembre 1981  | at Cincinnati Bengals   | S 27–24   | 46,418   |
| 5                 | 4 ottobre 1981     | Baltimore Colts         | V 23–17   | 77,811   |
| 6                 | 12 ottobre 1981    | Miami Dolphins          | V 31–21   | 78,576   |
| 7                 | 18 ottobre 1981    | at New York Jets        | S 33–14   | 54,607   |
| 8                 | 25 ottobre 1981    | Denver Broncos          | V 9–7     | 77,757   |
| 9                 | 1º novembre 1981   | Cleveland Browns        | V 22–13   | 78,266   |
| 10                | 9 novembre 1981    | at Dallas Cowboys       | S 27–14   | 62,583   |
| 11                | 15 novembre 1981   | at St. Louis Cardinals  | S 24–0    | 46,214   |
| 12                | 22 novembre 1981   | New England Patriots    | V 20–17   | 71,593   |
| 13                | 29 novembre 1981   | Washington Redskins     | V 21–14   | 59,624   |
| 14                | 6 dicembre 1981    | at San Diego Chargers   | V 28–27   | 51,488   |
| 15                | 13 dicembre 1981   | at New England Patriots | V 19–10   | 42,549   |
| 16                | 19 dicembre 1981   | at Miami Dolphins       | S 16–6    | 72,596   |

### Playoff
| Playoff    |                |                    |           |        |                    |
| Turno      | Data           | Avversario         | Risultato | Record | Stadio             |
| Wild card  | 27 dicembre    | New York Jets      | V 31–27   | 1–0    | Shea Stadium       |
| Divisional | 3 gennaio 1982 | Cincinnati Bengals | S 21–28   | 1–1    | Riverfront Stadium |

## Classifiche
| AFC East             |    |    |   |      |       |       |     |     |     |
|                      | V  | S  | P | %    | DIV   | CONF  | PF  | PS  | STR |
| Miami Dolphins(2)    | 11 | 4  | 1 | .719 | 5–2–1 | 8–3–1 | 345 | 275 | V4  |
| New York Jets(4)     | 10 | 5  | 1 | .656 | 6–1–1 | 8–5–1 | 355 | 287 | V2  |
| Buffalo Bills(5)     | 10 | 6  | 0 | .625 | 6–2   | 9–3   | 311 | 276 | S1  |
| Baltimore Colts      | 2  | 14 | 0 | .125 | 2–6   | 2–10  | 259 | 533 | V1  |
| New England Patriots | 2  | 14 | 0 | .125 | 0–8   | 2–10  | 322 | 370 | S9  |